# Thobias Montler
Thobias Nilsson Montler (* 15. Februar 1996 in Landskrona) ist ein schwedischer Leichtathlet, der sich auf den Weitsprung spezialisiert hat. 2019 und 2021 wurde er jeweils Vizehalleneuropameister.

## Sportliche Laufbahn
Thobias Nilsson Montler nimmt seit 2011 an Wettkämpfen im Weitsprung teil, wenngleich er damals auch noch im Sprint und im Hürdenlauf antrat. 2013 trat er dann im Weitsprung bei den U18-Weltmeisterschaften in Donezk an. Er überstand die Qualifikation und belegte im Finale mit 7,32 m den achten Platz. Das Jahr darauf, trat er in der höheren Altersklasse bei den U20-Weltmeisterschaften in Eugene. Im Finale steigerte er sich auf 7,65 m und belegte erneut den achten Platz. 2015 fanden die U20-Europameisterschaften in seiner schwedischen Heimat, in Eskilstuna, statt. Im Weitsprung wurde er mit einer Weite von 7,68 m Vierter und konnte anschließend mit der schwedischen 4-mal-100-Meter-Staffel den Europameistertitel erringen. 2017 gewann Montler Bronze bei den U23-Europameisterschaften im polnischen Bydgoszcz. Zuvor sprang er im April bei einem Wettkampf in den Vereinigten Staaten erstmals über die 8-Meter-Marke. Bei den Europameisterschaften in Berlin belegte er mit gesprungen 8,10 m den vierten Platz und wurde anschließend zum ersten Mal schwedischer Meister im Weitsprung.
2019 wurde er mit einer Weite von 8,17 m Vizeeuropameister bei den Halleneuropameisterschaften in Glasgow. Im Sommer stellte er mit 8,22 m auch in der Freiluft eine neue Bestleistung auf, mit der er das Diamond-League-Meeting in Stockholm gewann. Diese Weite konnte er bei den Weltmeisterschaften in Doha nicht bestätigen und wurde im Finale mit 7,96 m Neunter. 2021 trat er im polnischen Toruń erneut bei den Halleneuropameisterschaften an. Dabei gelang es ihm erneut die Silbermedaille zu gewinnen und zugleich verbesserte er den Nationalrekord Schwedens auf 8,31 m. Anfang Juli sprang er in Monaco neue Bestweite von 8,27 m und war damit zum ersten Mal für die Olympischen Sommerspiele qualifiziert. In Tokio erreichte er das Finale, in dem er mit 8,08 m den siebten Platz belegte. Im Frühjahr 2022 trat er bei den Hallenweltmeisterschaften in Belgrad. Dabei verbesserte er seinen bei den Halleneuropameisterschaften aufgestellten Nationalrekord um sechs Zentimeter auf 8,38 m. Im Sommer trat er in den USA bei den Weltmeisterschaften an. Er erreichte unbeschwert das Finale. Darin sprang er allerdings anschließend mit 7,81 m seine kürzeste Weite im Jahr 2022, wodurch er als Elfter den vorletzten Platz belegte. Einen Monat später trat er bei den Europameisterschaften in München an und konnte mit 8,06 m die Silbermedaille hinter dem Griechen Miltiadis Tendoglou gewinnen. Dies war die gleiche Weite, die auch der Franzose Jules Pommery erzielt hatte. Die Entscheidung über die Platzierungen fiel mittels der zweitgrößten Weite dieser beiden Athleten.
2023 nahm Montler im März zum dritten Mal bei den Halleneuropameisterschaften teil. In Istanbul musste er sich, wie auch bei den letzten beiden Hallen-EM's, nur dem Griechen Miltiadis Tendoglou geschlagen geben, womit er seine dritten Silbermedaille in Folge gewann. Im August trat er in Budapest wieder bei den Weltmeisterschaften an und kam im Finale auf den sechsten Platz.

## Wichtige Wettbewerbe
| Jahr                 | Veranstaltung               | Ort                  | Platz                | Disziplin            | Weite                |
| Startet für Schweden | Startet für Schweden        | Startet für Schweden | Startet für Schweden | Startet für Schweden | Startet für Schweden |
| -------------------- | --------------------------- | -------------------- | -------------------- | -------------------- | -------------------- |
| 2013                 | U18-Weltmeisterschaften     | Donezk               | 8.                   | Weitsprung           | 7,32 m               |
| 2014                 | U20-Weltmeisterschaften     | Eugene               | 8.                   | Weitsprung           | 7,65 m               |
| 2015                 | Halleneuropameisterschaften | Prag                 | 21.                  | Weitsprung           | 7,38 m               |
| 2015                 | U20-Europameisterschaften   | Eskilstuna           | 4.                   | Weitsprung           | 7,68 m               |
| 2015                 | U20-Europameisterschaften   | Eskilstuna           | 1.                   | 4 × 100 m            | 39,73 s              |
| 2017                 | U23-Europameisterschaften   | Bydgoszcz            | 3.                   | Weitsprung           | 7,96 m               |
| 2018                 | Europameisterschaften       | Berlin               | 4.                   | Weitsprung           | 8,10 m               |
| 2019                 | Halleneuropameisterschaften | Glasgow              | 2.                   | Weitsprung           | 8,17 m               |
| 2019                 | Weltmeisterschaften         | Doha                 | 9.                   | Weitsprung           | 7,96 m               |
| 2021                 | Halleneuropameisterschaften | Toruń                | 2.                   | Weitsprung           | 8,31 m               |
| 2021                 | Olympische Sommerspiele     | Tokio                | 7.                   | Weitsprung           | 8,08 m               |
| 2022                 | Hallenweltmeisterschaften   | Belgrad              | 2.                   | Weitsprung           | 8,38 m               |
| 2022                 | Weltmeisterschaften         | Eugene               | 11.                  | Weitsprung           | 7,81 m               |
| 2022                 | Europameisterschaften       | München              | 2.                   | Weitsprung           | 8,06 m               |
| 2023                 | Halleneuropameisterschaften | Istanbul             | 2.                   | Weitsprung           | 8,19 m               |
| 2023                 | Weltmeisterschaften         | Budapest             | 6.                   | Weitsprung           | 8,00 m               |

## Persönliche Bestleistungen
Freiluft
- Weitsprung: 8,27 m, 9. Juli 2021, Monaco

Halle
- Weitsprung: 8,38 m, 18. März 2022, Belgrad, (schwedischer Rekord)

## Sonstiges
Montler studierte Business Management an der Keiser University im US-Bundesstaat Florida. Seine Cousine startete im Sprint und ihm Hürdenlauf auf nationaler Ebene.